# Платформа Google
Платформа Google — сукупність апаратного забезпечення, що забезпечує інфраструктуру компанії Google.

### Перше обладнання
Найперші апаратні засоби (приблизно 1998 рік), які використовував Google, знаходячись в Стенфордському університеті, включали:
- Sun Ultra II із двоядерними 200 МГц процесорами, і 256 МБ RAM. Основна машина оригінальної системи Backrub.
- 2 × 300 МГц Сервери Dual Pentium II подаровані компанією Intel, вони містили 512 МБ RAM і 10 жорстких дисків по 9 ГБ кожен. На цих комп'ютерах оброблялись пошукові запити.
- F50 IBM RS/6000 надана компанією IBM, містила 4 процесори, 512 МБ пам'яті і 8 × 9 ГБ жорстких дисків.
- Два допоміжні модулі включали 3 × 9 ГБ жорстких дисків і 6 x 4 ГБ жорстких дисків відповідно (сховище для резервного копіювання). Вони були підключені до Sun Ultra II.
- Один дисковий пристрій марки IBM із 8 × 9 ГБ жорсткими дисками, подарованими компанією IBM.
- Зібраний самостійно дисковий масив, який включав 10 × 9 ГБ SCSI жорстких дисків.

### Сучасне обладнання
Серверами є x86 персональні комп'ютери, об'єднанні в кластер, на яких встановлена модифікована версія системи Linux. Основною стратегією цієї архітектури є використання процесорів, що є найпотужнішими у відношенні до ціни, а не абсолютно найпотужнішими.
У 2009-2010 роках сервери складалися з недорогих персональних комп'ютерів, зібраних власноруч. Кожен з них мав два процесори по два ядра кожний, значний обсяг ОЗП, який сягав понад 8 DIMM слотів для підключення подвійних плат пам'яті типу DIMM, та двох жорстких дисків SATA, що підключалися через нестандартний інтерфейс живлення типу ATX. Відповідно до даних CNET і книги, написаної Джоном Геннесі, кожен сервер містив батарею місткістю 12 вольтів для того, щоб зменшити витрати та підвищити ефективність використання енергії.

### Топологія мережі
Докладна інформація про архітектуру їхньої мережі та системи не є публічно доступною. Проте, згідно з публікаціями про Google, навединими у звіті "Atlas Top 10", компанія приводиться в рейтингу як третій з найбільших інтернет-провайдерів після Level 3 Communications і Global Crossing.

#### Безпека
У жовтні 2013 року газета «The Washington Post» повідомила, що Агентство національної безпеки США перехоплювало комунікації між дата-центрами Google в рамках програми під назвою MUSCULAR. Це прослуховування стало можливим, оскільки на той час Google не шифрувала дані, що передавалися всередині її власної мережі. Ця ситуація була виправлена, коли Google почала шифрувати дані, що передавалися між центрами обробки даних у 2013 році.